# Cilijarno tijelo
Cilijarno tijelo je cirkumfernentno tkivo oka sastavljeno od cilijarnog mišića i cilijarnih nastavaka. Trokutast je u horizontalnom presjeku i pokriven s dvostrukom ovojnicom tj.  cilijarnim epitelom. Unutarnja ovojnica je prozirna i pokriva staklasto tijelo, te se nastavlja na neuralno tkivo mrežnice. Vanjska ovojnica je jače pigmentirana, nastavlja se na mrežnični pigmentni epitel, i tvori stanice mišića dilatatora. Za ovu dvostruku membranu se kaže da je nastavak mrežnice i rudiment tj.  zaostalo embrionalno tkivo mrežnice. Unutarnja ovojnica je nepigmentirana dok ne dosegne šarenicu, gdje prima pigment. Retina se pruža do ore serrate, čija je funkcija da luči očnu vodicu. Ona je dio uvealnog trakta-ovojnice koja doprema najviše prehrane oku. Ona se pruža od ore serrate do korijena šarenice. u oku postoje tri skupine cilijarnih mišića:longitudinalni, mrežnični i cirkularni. Oni su blizu prednjeg dijela oka, iznad i ispod leće. Pričvršćeni su za leću vezivnim tkivom nazvanim zonularnim vlaknima ili Zinnovim zonulama, te su odgovorna za oblikovanje leće prilikom fokusiranja svjetla na retinu. Kad se cilijarni mišić relaksiraju, izravna se leća, omogućujući fokusiranje udaljenih objekata. Kad se mišići kontrahiraju, leća se ispupči, omogućujući fokusiranje bližih objekata. 

## Funkcija
Cilijarno tijelo ima tri funkcije:akomodaciju, stvaranje očne vodice i pružanje oslonca zonularnim vlaknima. Jedna od najvažnijih zadaća cilijarnog tijela je stvaranje očne vodice, koja je odgovorna za osiguranje većine prehrane za leću i rožnicu te sudjeluje u uklanjanju otpadnih tvari u ovom području. 

## Inervacija
Cilijarno tijelo prima parasimpatičku inervaciju iz okulomotornog živca. 

## Klinički značaj
Lijekovi za liječenje glaukoma djeluju na cilijarno tijelo kao glavnu supstanciju koja je odgovorna za stvaranje očne vodice:sniženjem lučenja očne vodice uzrokovat će sniženje intraokularnog tlaka. 